# Ouse (Sussex)
L'Ouse (pronunciat /ˈuːz/) és un riu que circula pels dos comtats de Sussex, (Anglaterra). Travessa els South Downs i desemboca al canal de la Mànega. El punt de contacte amb la mar ha anat variant al llarg dels segles, entre Seaford i Newhaven, per l'acumulació de dipòsits. La major part del seu recorregut és una vall tan plana que sovint causa desbordaments. La principal ciutat banyada per les seves aigües és Lewes. Es practica la pesca amb canya, ja que conté abundància de peixos.

## Recorregut
El riu neix a Lower Beeding i pren direcció est cap a East Sussex, fent meandres estrets i canviant després de direcció cap al sud. A prop del municipi d'Isfield rep l'aportació de diversos afluents, i a Barcombe Mills encara se l'uneixen altres. En aquest punt l'empresa South East Water l'aprofita en un pantà anomenat Barcombe Reservoir, després del qual hi ha diverses rescloses i ponts. Just al nord d'aquest lloc, situat a la riba hi ha un alberg, Anchor Inn, al costat del qual es poen llogar canoes. Seguint des de Barcombe, l'Ouse fa grans meandres amb voltes que formen llacs, fins a arribar a Hamsey, on el meandre queda tallat pel canal i fa que quedi una illa, Hamsey Island, on es va construir una església dedicada a sant Pere. Llavors el riu travessa la ciutat de Lewes, on el seu curs ha estat modificat al llarg dels anys. Hhi ha tres ponts que el creuen a Lewes: el de Willey (un petit pont per a vianants inaugurat el 1965), el Phoenix Causeway (el pont d'un camí que porta el nom d'una antiga fàbrica Phoenix Ironworks), i el pont de Cliffe (el més antic de tots). Després de Cliffe, rep les aigües del Winterbourne i l'Ouse queda abarrancat cap a l'oest pel mentre que a l'est hi ha una antiga línia de ferrocarril que ara forma art d'una reserva natural anomenada Heart of Reeds («el cor dels canyissars»), un territori de boscos, maresmes i canyissars. L'Ouse pren direcció sud-est passat el municipi de Glynde, on desemboca un rierol del mateix nom, el Glynde; llavors passa per Rodmell, Southease (on hi ha un pont famós), Piddinghoe, i finalment arriba a Newhaven, on es divideix en dos ramals formant al mig l'illa industrial de Denton. A Newhaven el riu és aprofitat com a port a resguard de la mar, abans que aquest acabi d'entrar en total contacte amb el canal de la Mànega.

## Formació
L'Ouse és un dels quatre rius que travessen la cadena de turons dels South Downs. Es creu que aquesta vall es va formar durant el període glacial, i que formava part d'un riu molt més llarg la llera del qual ocupava el que avui dia és el canal de la Mànega. En els períodes interglacials, quan la temperatura no era tan freda, la part baixa d'aquesta vall devia estar inundada; els marges del riu van formar platges a 40 m (Goodwood-Slindon) i a 8 m (Brighton-Norton) per damunt de l'actual nivell del mar. La topografia de la riba indica que l'actual línia de la costa coincideix amb la línia del litoral anterior a la darrera desglaciació i, per tant, la desembocadura del riu fa molt que té la mateixa latitud.

## Conca hidrològica i cabal

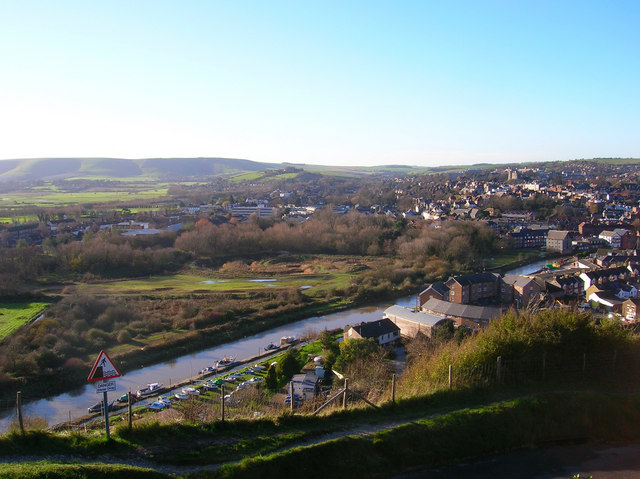
L'estretiment del Cliffe Cut, a la sortida de Lewes.

La dinàmica de l'Ouse i les condicions de la seva vall estan determinades pel fet que desemboca al canal de la Mànega, entre Seaford i Newhaven. Cap a l'est de la desembocadura, la deriva litoral i els elements que arrossega el riu han format un braç de dipòsits. En alguns períodes aquest bancal de sorra i dipòsits ha suposat un obstacle massa insalvable i ha produït inundacions a la plana de Lewes.
En l'època del Domesday Book (1086), la vall de l'Ouse probablement estava sotmesa als efectes de les marees però això no va impedir que hi haguessin diversos assentaments humans a les vores del riu. En segles posteriors l'Ouse drenava prou bé la vall, ja que part dels aiguamolls es pagaven a bon breu per al seu ús com a prats de pastures. La sortida de l'Ouse, per la població de Seaford, oferia un port natural situat a resguard del braç de dipòsits.
Això no obstant, vers el segle xiv, la vall de l'Ouse va començar a inundar-se gairebé cada hivern i, amb freqüència les aigües romanien ocupant els prats baixos durant l'estiu. El 1422 es va crear una comissió per desaiguar, la qual es va encarregar de restaurar els marges i assegurar un sistema de drenatge entre Fletching i la costa. Això indica que l'Ouse es va veure afectat pel mateix temporal que va devastar els Països Baixos durant l'anomenada inundació de santa Elisabet del 1421. El drenatge era tan dolent que 1,6 km² dels prats pertanyents a l'arquebisbat de Canterbury, a Southerham, es van convertir en un llac de pesca durant la primera meitat del segle xv, l'anomenat Brodewater, i vers el 1530 tot Lewes i Laughton Levels, (24 km²), van quedar reduïts a aiguamolls.
El prior Crowham, del monestir de Lewes, va salpar cap a Flandes i va tornar acompanyat de dos experts en drenatges. El 1537 el nivell del riu va ser mesurat en tots els punts per tal de trobar el punt on es faria un canal que enllaçaria amb la mar tallant pel mig el braç de dipòsits de la desembocadura. El lloc va ser passat Castle Hill, a Meeching, cosa que va ajudar a baixar el nivell del riu. Aquesta canalització va crear accés a un port resguardat, el de Newhaven, que va substituir el de Seaford, per estar en millor situació.
Aquest canal va assecar els aiguamolls i gran part de la vall, zones que a partir de llavors serien aprofitades com a pastures. Tanmateix es continuaven acumulant sediments en la zona del braç de dipòsits i el riu va tornar a desplaçar la seva desembocadura cap a l'est. L'any 1648 a l'Ouse ja no era possible la navegació i el sistema de drenatge havia quedat obsolet. Al segle xviii la vall tornava a estar inundada regularment cada hivern i en algunes parts les aigües persistien fins a l'estiu.
John Smeaton (1766) i William Jessop (1787) van alarmar sobre aquests fets en una acta de l'organisme creat per a refer la navegació Ouse Navigation (1790): «El riu Ouse està estretit en diversos punts; cal excavar rasses de drenatge; a Newhaven s'ha construït una escullera per aturar el corrent marítim i tallar l'aportació de més sorra procedent de la mar.»

## Navegació
El 1787, les autoritats del riu van demanar a l'enginyer William que fes un estudi per veure si es podria allargar la navegabilitat fins a Slaugham. Tres anys després es va aprovar la llei per la navegació de la part alta de l'Ouse, que va permetre iniciar les obres. Aviat es va sobrepassar la quantitat de diners que en principi s'havia previst i les obres es van alentir. Finalment, vers el 1812, la canalització de l'Ouse va estar enllestida i el riu va ser navegable des de Lewes fins a Balcombe (West Sussex); la part navegable del riu acabava exactament al pont de Upper Ryelands. En total eren 35 km de llargada més una branca de 3/4 de milla fins a Shortbridge, i una instal·lació de 19 rescloses.
El comerç fent servir el canal de l'Ouse consistia principalment en: calç, guix, fems (emprats com a adob), àrids i carbó. Encara que el 1801 hi havia 51 gavarres enregistrades en el comerç d'aquest riu (21 de les quals treballaven de Lewes cap a baix), la navegació no va ser mai un gran recurs econòmic. Durant la dècada del 1840, quan els ferrocarrils van demostrar ser una manera més barata i ràpida de transportar mercaderies, es va voler compensar abaixant les taxes de circulació pel riu, però aquesta iniciativa va tenir poc impacte. El 1841 es va construir un pont per al ferrocarril, anomenat viaducte de la vall de l'Ouse, per al qual va ser necessari portar 11 milions de maons des dels Països Baixos. El 1868 el transport per gavarra des de Lewes havia cessat, encara que va continuar havent navegació pel Lower Ouse fins a Lewes, que va acabar en la dècada del 1950.
Actualment hi ha una organització que recull fons per tornar a fer navegable el riu, la Sussex Ouse Restoration Trust.
En la dècada del 1880 es va construir un pont giratori a Southease, en substitució d'un anterior i, encara que el mecanisme es conserva, no s'ha fet servir des del 1967.

## La vida a l'Ouse
Hi ha diversos treballs de recerca sobre els efectes d'elements contaminant orgànics i inorgànics en el riu Ouse de Sussex. La natura d'aquest riu fa que no hi hagi sediments en les àrees on hi ha molt de flux, amb l'excepció de la zona de l'illa de Denton. L'octubre del 2000, l'Ouse i el seu afluent l'Uck es van desbordar, i van inundar les ciutats de Lewes i Uckfield. Al sud de la ciutat de Lewees, a tocant de la riba oest de l'Ouse hi ha una zona anomenada Lewes Brooks que està declarada d'especial interès científic.
Aquest riu és conegut per donar acollida a truites de mida molt gran que el remunten dos vegades a l'any per desovar. Altres espècies que habiten el riu són: lluços, carpes que superen els 13 kg, barbs, madrilleta vera, leuciscus leuciscus, gardí, barb roig, perca, Squalius cephalus, brema i tenca. Recentment s'han vist peixos sol i des del 2008 han aparegut silurs de Lewes en amunt. En la part sotmesa a l'influx de la marea es poden trobar planes i llisses.
Actualment l'Ouse depèn de l'agència mediambiental (Environment Agency) i és emprat per a consum d'aigua potable i per a abocar aigües residuals d'algunes poblacions.